# Frøken Kirkemus
Frøken Kirkemus er en dansk film fra 1941, skrevet af Paul Sarauw og instrueret af Alice O'Fredericks og Lau Lauritzen jun. Den bygger dog på den svenske film Fröken Kyrkråtta fra tidligere i 1941 skrevet af Ragnar Hyltén-Cavallius og Hasse Ekman.

## Medvirkende
- Marguerite Viby
- Poul Reumert
- Johannes Meyer
- Ib Schønberg
- Else Jarlbak
- Knud Rex
- Knud Heglund